# Boyd K. Packer
Boyd Kenneth Packer, född 10 september 1924 i Brigham City, Utah, död 3 juli 2015 i Cottonwood Heights, Utah, var en amerikansk religiös ledare som var president för De tolv apostlarnas kvorum i Jesu Kristi Kyrka av Sista Dagars Heliga, och näst efter kyrkans president Thomas S. Monson den högste auktoriteten inom kyrkan. 

## Biografi
Packer föddes i Brigham City i Utah som tionde barnet av elva.
1942-1946 tjänstgjorde han vid US Army Air Forces. Han gifte sig 1947 med Donna Smith med vilken han har tio barn och över 50 barnbarn. De träffades när de studerade vid Weber State University. Packer har examen från Utah State University och Brigham Young University. 
1961 blev han assistent till De tolv apostlarnas kvorum och blev medlem i kvorumet 1970, vid 45 års ålder. Som medlem i kvorumet betraktas han av kyrkan som profet, siare och uppenbarare. När Howard W. Hunter blev kyrkans president 1994 blev Packer tjänstgörande president för De tolv apostlarnas kvorum då Gordon B. Hinckley och Thomas S. Monson, de två medlemmar i kvorumet som hade senioritet över honom valdes av Hunter att bli dennes rådgivare. När Hunter dog ersattes han som president av Hinckley och Monson fortsatte som hans rådgivare varför Packer fortsatte tjänstgöra som kvorumets president. När sedan Hinckley dog 2008 och Monson efterträdde honom blev Packer formell president för kvorumet, den 3 februari 2008.
Han avled 3 juli 2015 i sitt hem.